# マカマカBUNBUN
『マカマカBUNBUN』（マカマカブンブン）は、1993年5月19日に発売されたウルフルズ2枚目のシングル。発売元は東芝EMI（現：ユニバーサルミュージックLLC）。

## 解説
デビュー2枚目のシングル。初のタイアップが付いた。
当時、ウルフルズはデビュー翌年にもかかわらず、セールスの低迷でレコード会社をクビになる寸前状態になっていた。これを危惧した事務所側はタイアップや諸々の事情を理由にバンド側に本シングル・次作「世の中ワンダフル」のリリースを要請した。
しかし、このバンドの意志に沿わないリリースにメンバーは納得がいかず、松本は歌詞制作を要請された際「歌いたくない言うてるのに、歌詞書けとは何事や!」と激怒。
代わりにウルフルケイスケが歌詞を書いた。歌詞が完成、レコーディングが開始されたが、松本はどうしても歌えず、ヘッドホンをしたままその場にしゃがみ込むという、極度のスランプに陥った。
セカンド・アルバム制作時から伊藤銀次がプロデューサーになり、サウンドの毛色が変わったため、アルバムには表題曲・カップリング曲とも未収録。
「マカマカ BUN BUN」は「すっとばす」にリズム面のみで残され、「さんさんさん」はリアレンジの上、「SUN SUN SUN'95」としてシングル発売。
そのためベスト盤などにも収録されず、ライブでも長年演奏されることはなかったが、2008年4月12日に行われた武道館ライブでメドレー形式ではあるが演奏された。

## 収録曲
全曲　作詞・作曲：トータス松本、ウルフルケイスケ
1. マカマカ BUN BUN
  - 編曲：ウルフルズ、水野久興
2. さんさんさん
  - 編曲：ウルフルズ
3. マカマカ BUN BUN（オリジナル・カラオケ）

## タイアップ
- 朝日放送系列『摩訶不思議 ダウンタウンの…!?』エンディングテーマ（1993年4月 - 9月）（#1）